# Yūki Kaneko
Yūki Kaneko (金子 勇樹 Kaneko Yūki?, nacido el 29 de mayo de 1982 en Tokio) es un exfutbolista japonés. Jugaba de centrocampista y su último club fue el Consadole Sapporo de Japón.

## Trayectoria

### Clubes
| Club                | País  | Año         |
| ------------------- | ----- | ----------- |
| Yokohama F. Marinos | Japón | 2000 - 2004 |
| Consadole Sapporo   | Japón | 2004 - 2007 |

## Palmarés

### Títulos nacionales
| Título         | Club                | País  | Año  |
| -------------- | ------------------- | ----- | ---- |
| Copa J. League | Yokohama F. Marinos | Japón | 2001 |
| J1 League      | Yokohama F. Marinos | Japón | 2003 |
| J1 League      | Yokohama F. Marinos | Japón | 2004 |
| J2 League      | Consadole Sapporo   | Japón | 2007 |